# Joseph N'Do
Joseph Cyrille N'Do (Yaundé, Camerún, 28 de abril de 1976) es un exjugador de fútbol camerunés, que se desempeña como delantero. Fue miembro de la selección de fútbol de Camerún, con la que disputó dos ediciones de la Copa Mundial de Fútbol (1998 y 2002).

## Trayectoria

### Clubes
| Club                  | País           | Año         |
| --------------------- | -------------- | ----------- |
| Canon Yaoundé         | Camerún        | 1995 - 1996 |
| Cotonsport Garoua     | Camerún        | 1997 - 1998 |
| Neuchâtel Xamax       | Suiza          | 1998 - 1999 |
| RC Strasbourg         | Francia        | 1999 - 2001 |
| Al-Khaleej            | Arabia Saudita | 2001 - 2003 |
| Chengdu Blades        | China          | 2003        |
| St Patrick's Athletic | Irlanda        | 2004        |
| Shelbourne            | Irlanda        | 2004 - 2006 |
| St Patrick's Athletic | Irlanda        | 2007 - 2008 |
| Shamrock Rovers       | Irlanda        | 2008        |
| Bohemians             | Irlanda        | 2009        |
| Sligo Rovers          | Irlanda        | 2010 - 2014 |
| Limerick              | Irlanda        | 2014        |
| Arrow Harps           | Irlanda        | 2015        |
| Mayo League           | Irlanda        | 2016        |
| Achill Rovers         | Irlanda        | 2016 - 2017 |

## Selección nacional
Fue internacional con la selección de fútbol de Camerún, para la que jugó 21 partidos y anotó dos goles. 
Estuvo presente en la Copa Mundial de Fútbol de Francia 1998 y Corea del Sur y Japón 2002, torneos en los que los cameruneses no superaron la fase de grupos. 
También integró los planteles del equipo nacional que conquistó la Copa Africana de Naciones en dos ocasiones: 2000 y 2002. 
En 2010 jugó un partido ante el Manchester United como parte de la Liga de Irlanda XI, un seleccionado nacional alternativo auspiciado por la FAI.